# تائوش (شهرستان ایگلینسکی، باشقیرستان)
تائوش (انگلیسی: Taush, Iglinsky District, Republic of Bashkortostan) یک شهرک در شهرستان ایگلینسکی استان باشقیرستان کشور روسیه است.